# Quyền LGBT ở Anh Quốc
Quyền đồng tính nữ, đồng tính nam, song tính và chuyển giới ở Vương quốc Liên hiệp Anh và Bắc Ireland đã có nhiều biến chuyển theo thời gian. Trước và trong quá trình hình thành Vương quốc Anh, Kitô giáo và đồng tính luyến ái đã đụng độ. Hoạt động tình dục đồng giới được mô tả là "tội lỗi" và, theo Buggery Act 1533, bị đặt ra ngoài vòng pháp luật và bị trừng phạt bằng cái chết. Quyền LGBT lần đầu tiên được đề cao sau khi phi hạt nhân hóa hoạt động tình dục giữa nam giới, vào năm 1967 tại Anh và Wales, và sau đó là Scotland và Bắc Ireland. Hoạt động tình dục giữa phụ nữ không bao giờ bị hạn chế pháp lý như nhau.
Kể từ đầu thế kỷ 21, các quyền LGBT ngày càng được tăng cường hỗ trợ. Một số biện pháp bảo vệ phân biệt đối xử đã tồn tại đối với người LGBT từ năm 1999, nhưng đã được mở rộng ra tất cả các khu vực theo Đạo luật bình đẳng 2010. Năm 2000, Lực lượng Vũ trang của Nữ hoàng đã gỡ bỏ lệnh cấm đối với các cá nhân LGBT phục vụ công khai. Độ tuổi đồng ý đã được cân bằng, bất kể thiên hướng tình dục, vào năm 2001 lúc 16 tuổi ở Anh, Scotland và xứ Wales. Độ tuổi đồng ý đã giảm xuống 16 ở Bắc Ireland vào năm 2009, trước đó là 17 bất kể xu hướng tình dục. Người chuyển giới đã có quyền thay đổi giới tính hợp pháp kể từ năm 2005. Cùng năm đó, các cặp đồng giới được trao quyền tham gia quan hệ đối tác dân sự, một cấu trúc pháp lý tương tự như hôn nhân và cả nhận con nuôi ở Anh và xứ Wales. Scotland sau đó tiếp tục quyền nhận con nuôi cho các cặp đồng giới vào năm 2009 và Bắc Ireland vào năm 2013. Hôn nhân đồng giới đã được hợp pháp hóa ở Anh, Wales và Scotland năm 2014, và ở Bắc Ireland vào năm 2020.
Ngày nay, công dân LGBT có hầu hết các quyền hợp pháp giống như công dân không phải LGBT và Vương quốc Anh cung cấp một trong những mức độ tự do cao nhất trên thế giới cho các cộng đồng LGBT. Trong bài đánh giá năm 2015 về ILGA-Châu Âu về quyền LGBTI, Vương quốc Anh nhận được số điểm cao nhất ở châu Âu, với 86% tiến tới "tôn trọng quyền con người và bình đẳng hoàn toàn" cho người LGBT và 92% chỉ riêng ở Scotland. Recent polls have indicated that a majority of British people support same-sex marriage, và 76% của Vương quốc Anh đồng ý rằng đồng tính luyến ái nên được xã hội chấp nhận, theo một cuộc thăm dò năm 2013 Trung tâm nghiên cứu Pew. Ngoài ra, Vương quốc Anh hiện đang giữ kỷ lục thế giới về việc có nhiều người công khai người LGBTI trong Nghị viện với 45 nghị sĩ LGBTI được bầu tại 2017.
Một khảo sát hộ gia đình tổng hợp năm 2010 ước tính 1,5% người dân ở Anh tự nhận mình là đồng tính nam, đồng tính nữ hoặc song tính - thấp hơn nhiều so với ước tính trước đó là 5%-7%. Giải thích các số liệu thống kê, một phát ngôn viên của Văn phòng Thống kê Quốc gia (ONS) cho biết: "Ai đó có thể có hành vi tình dục với người cùng giới nhưng vẫn không nhận mình là người đồng tính". Tuy nhiên, theo YouGov, các nghiên cứu như Khảo sát hộ gia đình tổng hợp đánh giá thấp tỷ lệ thực sự của dân số là LGBT khi họ sử dụng phương pháp trực diện và những người không dị tính ít sẵn sàng tiết lộ xu hướng tình dục của họ cho một người phỏng vấn. Chính YouGov ước tính, dựa trên bảng điều khiển của nó, được hỏi thông qua bảng câu hỏi trực tuyến, tỷ lệ người LGBT ở Anh là 7%. Người ta cũng ước tính rằng dân số chuyển đổi của Vương quốc Anh là từ 300.000 đến 500.000 người, nhưng Stonewall kết luận rằng thật khó để xác định dân số LGBT của Vương quốc Anh vì một số người LGBT không công khai đồng tính. Tổ chức quyền LGBT và các cộng đồng LGBT rất lớn đã được xây dựng trên khắp Vương quốc Anh, đáng chú ý nhất là Brighton, được coi là "thủ đô đồng tính" không chính thức của Vương quốc Anh, với các cộng đồng lớn khác ở London, Manchester, Birmingham, Bristol, Leeds, Liverpool, Newcastle trên sông Tyne và Edinburgh, tất cả đều có làng đồng tính và tổ chức hàng năm lễ hội.

## Quyền liên giới tính
Người dân liên giới tính ở Vương quốc Anh phải đối mặt với những khoảng trống đáng kể, đặc biệt là trong việc bảo vệ khỏi các can thiệp y tế không đồng thuận và bảo vệ khỏi sự phân biệt đối xử. Các hành động của tổ chức xã hội dân sự liên giới nhằm mục đích loại bỏ các can thiệp y tế và thực hành có hại không cần thiết, thúc đẩy sự chấp nhận xã hội và bình đẳng phù hợp với yêu cầu của Hội đồng Châu Âu và Liên Hợp Quốc.

## Liệu pháp chuyển đổi
Peel, Clarke và Nethercher đã viết vào năm 2007 rằng chỉ có một tổ chức ở Anh có thể được xác định bằng liệu pháp chuyển đổi, một tổ chức tôn giáo có tên là "Sự tin tưởng tự do" (một phần của Exodus International): "trong khi một số tổ chức ở Hoa Kỳ (cả tôn giáo và khoa học/tâm lý) thúc đẩy trị liệu chuyển đổi, chỉ có một ở Anh mà chúng tôi biết". Bài báo đã báo cáo rằng các học viên đã cung cấp các phương pháp điều trị trong khoảng thời gian từ những năm 1950 đến 1970 hiện coi đồng tính luyến ái là lành mạnh, và bằng chứng cho thấy 'liệu pháp chuyển đổi' là một hiện tượng lịch sử thay vì ở Anh, nơi điều trị đồng tính luyến ái luôn luôn là ít phổ biến hơn ở Mỹ.
Vào năm 2007, Royal College of Psychiatrists, tổ chức chuyên nghiệp chính của các bác sĩ tâm thần ở Anh, đã đưa ra một báo cáo nói rằng: "Bằng chứng cho thấy người LGBT sẵn sàng tìm kiếm sự giúp đỡ về các vấn đề sức khỏe tâm thần. Tuy nhiên, họ có thể bị hiểu lầm. bởi các nhà trị liệu coi đồng tính luyến ái của họ là nguyên nhân gốc rễ của bất kỳ vấn đề trình bày nào như trầm cảm hoặc lo lắng. Thật không may, các nhà trị liệu hành xử theo cách này có thể gây ra đau khổ đáng kể. Một số ít các nhà trị liệu thậm chí sẽ cố gắng thay đổi. Xu hướng tình dục của khách hàng của họ. Điều này có thể gây tổn hại sâu sắc. Mặc dù hiện nay có một số nhà trị liệu và tổ chức ở Hoa Kỳ và ở Anh tuyên bố rằng trị liệu có thể giúp người đồng tính trở thành dị tính, nhưng không có bằng chứng nào cho thấy sự thay đổi đó là có thể."
Năm 2008, Đại học Tâm thần Hoàng gia tuyên bố: "Đại học Hoàng gia chia sẻ mối quan tâm của cả Hiệp hội Tâm thần Hoa Kỳ và Hiệp hội Tâm lý Hoa Kỳ, những vị trí được tán thành bởi các cơ quan như Hiệp hội Nghiên cứu và Trị liệu Đồng tính Quốc gia (NARTH) Ở Hoa Kỳ không được hỗ trợ bởi khoa học. Không có bằng chứng khoa học nào cho thấy xu hướng tình dục có thể thay đổi. Ngoài ra, cái gọi là phương pháp điều trị đồng tính luyến ái theo khuyến nghị của NARTH tạo ra một bối cảnh trong đó định kiến và phân biệt đối xử có thể phát triển."
Năm 2009, một cuộc khảo sát nghiên cứu về các chuyên gia sức khỏe tâm thần ở Vương quốc Anh đã kết luận rằng "một nhóm thiểu số đáng kể các chuyên gia sức khỏe tâm thần đang cố gắng giúp các khách hàng đồng tính nữ, đồng tính nam và song tính trở thành người dị tính. có khả năng là không khôn ngoan hoặc thậm chí có hại." Scientific American 'đã báo cáo về điều này: "Một trong 25 bác sĩ tâm lý và tâm lý học người Anh nói rằng họ sẽ sẵn sàng giúp đỡ những bệnh nhân đồng tính và lưỡng tính cố gắng chuyển sang dị tính, mặc dù không có bằng chứng khoa học nào mà một người có thể trở nên thẳng thắn", và giải thích rằng 17% những người được khảo sát nói rằng họ đã cố gắng giúp giảm bớt hoặc ngăn chặn cảm xúc đồng tính luyến ái, và 4% cho biết họ sẽ cố gắng giúp những người đồng tính chuyển sang dị tính trong tương lai.
Liệu pháp chuyển đổi ở Anh đã được BBC mô tả là "một chủ đề gây tranh cãi gay gắt" và là một phần của "chiến tranh văn hóa" lớn hơn ở Anh. Vào tháng 7 năm 2017, Thượng hội đồng của Giáo hội Anh đã thông qua một kiến nghị chỉ trích liệu pháp chuyển đổi là "phi đạo đức, có khả năng gây hại và không có chỗ đứng trong thế giới hiện đại "và kêu gọi" lệnh cấm thực hành liệu pháp chuyển đổi nhằm thay đổi xu hướng tình dục." Vào tháng 2 năm 2018, Bản ghi nhớ đã được Hội đồng Trị liệu Tâm lý Vương quốc Anh (UKCP) ban hành vào tháng 10 năm 2017 để cung cấp "bảo vệ công chúng thông qua cam kết chấm dứt thực hành 'trị liệu chuyển đổi' ở Anh" đã được phê duyệt bởi Dịch vụ y tế quốc gia (NHS). Stonewall đã tuyên bố rằng tất cả các cơ quan tư vấn và tâm lý trị liệu lớn ở Anh đã tham gia NHS để ký Bản ghi nhớ lên án liệu pháp chuyển đổi.
Vào tháng 3 năm 2018, đa số đại diện trong Nghị viện châu Âu đã thông qua nghị quyết trong một cuộc bỏ phiếu 435-109 lên án liệu pháp chuyển đổi và kêu gọi các quốc gia thành viên Liên minh châu Âu cấm hành nghề. Một báo cáo được công bố bởi Nhóm Liên minh của Nghị viện Châu Âu về Quyền LGBT tuyên bố rằng Vương quốc Anh là một trong một số khu vực ở EU "cấm rõ ràng các liệu pháp chuyển đổi LGBTI." Vào tháng 7 năm 2018, Chính phủ Anh tuyên bố là một phần trong Kế hoạch hành động LGBT của họ rằng họ sẽ "đưa ra các đề xuất" để cấm trị liệu chuyển đổi ở cấp độ lập pháp.

## Tóm tắt theo thẩm quyền pháp lý và lãnh thổ
| Quyền LGBT ở:   | Hoạt động tình dục đồng giới                           | Công nhận giới tính                    | Công nhận các cặp đồng giới           | Hôn nhân đồng giới   | Con nuôi đồng giới   | Nghĩa vụ quân sự | Xin tha thứ chính thức           | Chống phân biệt đối xử (xu hướng tính dục)              | Chống phân biệt đối xử (bản dạng giới)                                             | Khác |
| --------------- | ------------------------------------------------------ | -------------------------------------- | ------------------------------------- | -------------------- | -------------------- | ---------------- | -------------------------------- | ------------------------------------------------------- | ---------------------------------------------------------------------------------- | --- |
| Anh và xứ Wales | Hợp pháp từ năm 1967; tuổi đồng ý cân bằng năm 2001    | Theo Đạo luật công nhận giới tính 2004 | Quan hệ đối tác dân sự kể từ năm 2005 | Hợp pháp từ năm 2014 | Hợp pháp từ năm 2005 | Từ năm 2000      | Từ năm 2017 (Bỏ qua từ năm 2012) | Cấm phân biệt đối xử tất cả với lý do xu hướng tình dục | Cấm phân biệt đối xử tất cả với lý do nhận dạng giới tính                          | Mục 28 cấm "thúc đẩy các mối quan hệ đồng tính như một mối quan hệ gia đình giả vờ" bị bãi bỏ năm 2003     |
| Scotland        | Hợp pháp từ năm 1981; độ tuổi đồng ý cân bằng năm 2001 | Theo Đạo luật công nhận giới tính 2004 | Quan hệ đối tác dân sự kể từ năm 2005 | Hợp pháp từ năm 2014 | Hợp pháp từ năm 2009 | Từ năm 2000      | Từ năm 2018 (Bỏ qua cũng có sẵn) | Cấm phân biệt đối xử tất cả với lý do xu hướng tình dục | Cấm phân biệt đối xử tất cả với lý do nhận dạng giới tính                          | Mục 2A cấm "thúc đẩy các mối quan hệ đồng tính như một mối quan hệ gia đình giả vờ" bị bãi bỏ vào năm 2000 |
| Bắc Ireland     | Hợp pháp từ năm 1982; độ tuổi đồng ý cân bằng năm 2001 | Theo Đạo luật công nhận giới tính 2004 | Quan hệ đối tác dân sự kể từ năm 2005 | Hợp pháp từ năm 2020 | Hợp pháp từ năm 2013 | Từ năm 2000      | Từ năm 2018 (Bỏ qua cũng có sẵn) | Cấm phân biệt đối xử tất cả với lý do xu hướng tình dục | / Cấm phân biệt đối xử với lý do xác định giới tính trong việc làm và đào tạo nghề | N/A |

### Vương miện phụ thuộc
| Quyền LGBT ở: | Hoạt động tình dục đồng giới                                 | Công nhận giới tính | Công nhận các cặp đồng giới                                                          | Hôn nhân đồng giới                                                                            | Con nuôi đồng giới   | Nghĩa vụ quân sự                | Chống phân biệt đối xử (xu hướng tính dục)                                     | Chống phân biệt đối xử (bản dạng giới)                                                |
| ------------- | ------------------------------------------------------------ | --- | ------------------------------------------------------------------------------------ | --------------------------------------------------------------------------------------------- | -------------------- | ------------------------------- | ------------------------------------------------------------------------------ | ------------------------------------------------------------------------------------- |
| Guernsey      | Hợp pháp từ năm 1983; độ tuổi đồng ý cân bằng năm 2012       | Từ năm 2007, chỉ cho phép giấy khai sinh mới được cấp. Không sửa đổi hoặc xóa hồ sơ của giấy khai sinh hiện có, gia hạn cho Alderney và Sark không rõ ràng | Từ năm 2012 ở Guernsey và 2016 ở Alderney / Sẽ hợp pháp tại Sark từ tháng 2 năm 2020 | Hợp pháp từ năm 2017 ở Guernsey và 2018 ở Alderney / Sẽ hợp pháp tại Sark từ tháng 2 năm 2020 | Từ năm 2017          | Anh chịu trách nhiệm quốc phòng | Cấm phân biệt đối xử tất cả với lý do xu hướng tình dục                        | Cấm phân biệt đối xử tất cả với lý do "chuyển đổi giới tính"                          |
| Đảo Man       | Hợp pháp từ năm 1992; độ tuổi đồng ý cân bằng trong năm 2006 | Theo Đạo luật công nhận giới tính năm 2009 | Hợp tác dân sự từ năm 2011                                                           | Hợp pháp từ năm 2016                                                                          | Hợp pháp từ năm 2011 | Anh chịu trách nhiệm quốc phòng | Sẽ cấm phân biệt đối xử tất cả với lý do xu hướng tình dục từ tháng 7 năm 2019 | Sẽ cấm phân biệt đối xử tất cả với lý do "xác định lại giới tính" từ tháng 7 năm 2019 |
| Jersey        | Hợp pháp từ năm 1990; độ tuổi đồng ý cân bằng trong năm 2006 | Theo Luật Công nhận Giới tính (Jersey) 2010 | Hợp tác dân sự từ năm 2012                                                           | Hợp pháp từ năm 2018                                                                          | Hợp pháp từ năm 2012 | Anh chịu trách nhiệm quốc phòng | Cấm phân biệt đối xử tất cả với lý do xu hướng tình dục                        | Cấm phân biệt đối xử tất cả với lý do "chuyển đổi giới tính"                          |

### Lãnh thổ ở nước ngoài
| Quyền LGBT ở:                               | Hoạt động tình dục đồng giới                                 | Công nhận các cặp đồng giới            | Hôn nhân đồng giới                                                          | Con nuôi đồng giới   | Nghĩa vụ quân sự                | Chống phân biệt đối xử (xu hướng tính dục)                                                      | Chống phân biệt đối xử (bản dạng giới) |
| ------------------------------------------- | ------------------------------------------------------------ | -------------------------------------- | --------------------------------------------------------------------------- | -------------------- | ------------------------------- | ----------------------------------------------------------------------------------------------- | -------------------------------------- |
| Anguilla                                    | Hợp pháp từ năm 2001                                         |                                        |                                                                             |                      | Anh chịu trách nhiệm quốc phòng |                                                                                                 |                                        |
| Akrotiri và Dhekelia                        | Hợp pháp từ năm 2000                                         |                                        | Hợp pháp từ năm 2014                                                        |                      | Anh chịu trách nhiệm quốc phòng | Cấm phân biệt đối xử tất cả với lý do xu hướng tình dục                                         |                                        |
| Bermuda                                     | Hợp pháp từ năm 1994 (Độ tuổi của sự khác biệt đồng ý)       | Quan hệ đối tác trong nước từ năm 2018 | Hợp pháp từ tháng 11 năm 2018 đến giữa tháng 5 năm 2017 và tháng 5 năm 2018 | Hợp pháp từ năm 2015 | Anh chịu trách nhiệm quốc phòng | Cấm phân biệt đối xử tất cả với lý do xu hướng tình dục                                         |                                        |
| Lãnh thổ Nam Cực thuộc Anh                  | Hợp pháp                                                     |                                        | Hợp pháp từ năm 2016                                                        |                      | Anh chịu trách nhiệm quốc phòng |                                                                                                 |                                        |
| Lãnh thổ Ấn Độ Dương thuộc Anh              | Hợp pháp                                                     |                                        | Hợp pháp từ năm 2014                                                        |                      | Anh chịu trách nhiệm quốc phòng |                                                                                                 |                                        |
| Quần đảo Virgin thuộc Anh                   | Hợp pháp từ năm 2001                                         |                                        |                                                                             |                      | Anh chịu trách nhiệm quốc phòng | Cấm phân biệt đối xử tất cả với lý do xu hướng tình dục                                         |                                        |
| Quần đảo Cayman                             | Hợp pháp từ năm 2001 (Độ tuổi của sự khác biệt đồng ý)       |                                        | Hợp pháp từ năm 2019                                                        | Hợp pháp từ năm 2019 | Anh chịu trách nhiệm quốc phòng |                                                                                                 |                                        |
| Quần đảo Falkland                           | Hợp pháp từ năm 1989                                         | Hợp tác dân sự từ năm 2017             | Hợp pháp từ năm 2017                                                        | Hợp pháp từ năm 2017 | Anh chịu trách nhiệm quốc phòng | Cấm phân biệt đối xử tất cả với lý do xu hướng tình dục                                         |                                        |
| Gibraltar                                   | Hợp pháp từ năm 1993; độ tuổi đồng ý cân bằng trong năm 2012 | Hợp tác dân sự từ năm 2014             | Hợp pháp từ năm 2016                                                        | Hợp pháp từ năm 2014 | Anh chịu trách nhiệm quốc phòng | / Cấm một số phân biệt đối xử với lý do xu hướng tình dục (Cấm phân biệt đối xử tất cả đề xuất) | (Đề xuất)                              |
| Montserrat                                  | Hợp pháp từ năm 2001                                         |                                        | (Hiến pháp cấm từ năm 2010)                                                 |                      | Anh chịu trách nhiệm quốc phòng | Cấm phân biệt đối xử tất cả với lý do xu hướng tình dục                                         |                                        |
| Quần đảo Pitcairn                           | Hợp pháp từ năm 2001                                         |                                        | Hợp pháp từ năm 2015                                                        | Hợp pháp từ năm 2015 | Anh chịu trách nhiệm quốc phòng | Cấm phân biệt đối xử tất cả với lý do xu hướng tình dục                                         |                                        |
| Saint Helena, Ascension và Tristan da Cunha | Hợp pháp từ năm 2001                                         |                                        | Hợp pháp từ năm 2017                                                        | Hợp pháp từ năm 2017 | Anh chịu trách nhiệm quốc phòng | Cấm phân biệt đối xử tất cả với lý do xu hướng tình dục                                         |                                        |
| Nam Georgia và Quần đảo Nam Sandwich        | Hợp pháp                                                     |                                        | Hợp pháp từ năm 2014                                                        |                      | Anh chịu trách nhiệm quốc phòng |                                                                                                 |                                        |
| Quần đảo Turks và Caicos                    | Hợp pháp từ năm 2001                                         |                                        | (Hiến pháp cấm từ năm 2011)                                                 |                      | Anh chịu trách nhiệm quốc phòng | Cấm phân biệt đối xử tất cả với lý do xu hướng tình dục                                         |                                        |

## Bảng tóm tắt
Xin lưu ý: khi quyền tài phán không được chỉ định, quyền áp dụng cho toàn bộ Vương quốc Anh. Không bao gồm Lãnh thổ hải ngoại và Phụ thuộc vương miện
| Quyền | Có/Không                     | Ghi chú |
| Hoạt động tình dục đồng giới | Hoạt động tình dục đồng giới | Hoạt động tình dục đồng giới |
| --- | ---------------------------- | --- |
| Hành vi tình dục đồng giới hợp pháp |                              | Từ năm 1967 (Anh và xứ Wales) Từ năm 1981 (Scotland) Từ năm 1982 (Bắc Ireland) |
| Tuổi đồng ý cho các hành vi tình dục đồng giới và khác giới                                                                                      |                              | Từ năm 2001 |
| Đồng tính luyến ái được loại khỏi danh sách bệnh                                                                                                 |                              | |
| Xin tha thứ chính thức |                              | Từ năm 2017 (Anh và xứ Wales) Từ năm 2018 (Bắc Ireland) Từ năm 2019 (Scotland) |
| Bỏ qua |                              | Từ năm 2012 (Anh và xứ Wales) Từ năm 2018 (Bắc Ireland) Từ năm 2019 (Scotland) |
| Mối quan hệ đồng giới |                              | |
| Quan hệ đối tác dân sự cho các cặp đồng giới |                              | Từ năm 2005 |
| Quan hệ đối tác dân sự tại các địa điểm tôn giáo                                                                                                 |                              | Từ năm 2011 (Anh và xứ Wales) Từ năm 2014 (Scotland) Từ năm 2020 (Bắc Ireland) |
| Dân sự và tôn giáo Hôn nhân đồng giới |                              | Từ năm 2014 (Anh và xứ Wales, và Scotland) Từ năm 2020 (Bắc Ireland) |
| Quan hệ đối tác dân sự cho các cặp đôi khác giới                                                                                                 | /                            | Từ năm 2019 (Anh và xứ Wales) Từ năm 2020 (Bắc Ireland) Đang chờ xử lý (Scotland) |
| Thông qua và kế hoạch hóa gia đình |                              | |
| Nhận con nuôi chung và con riêng cho người LGBT và các cặp đồng giới                                                                             |                              | Từ năm 2005 (Anh và xứ Wales) Từ năm 2009 (Scotland) Từ năm 2013 (Bắc Ireland) |
| Truy cập bằng nhau vào IVF cho tất cả các cặp vợ chồng và cá nhân                                                                                |                              | Từ năm 2009 |
| Các cặp đồng giới là cả hai cha mẹ trong giấy khai sinh                                                                                          |                              | Từ năm 2009 |
| Mang thai hộ nhân đạo cho tất cả các cặp vợ chồng và cá nhân                                                                                     |                              | Từ năm 2010 |
| Mang thai hộ thương mại cho các cặp đồng tính nam                                                                                                |                              | Cấm cho các cặp vợ chồng dị tính cũng vậy |
| Nghĩa vụ quân sự |                              | |
| Người LGBT được phép phục vụ công khai trong quân đội                                                                                            |                              | Từ năm 2000 |
| Quyền của người chuyển giới |                              | |
| Chuyển đổi giới tính được loại khỏi danh sách bệnh                                                                                               |                              | Từ năm 2002 |
| Quyền thay đổi giới tính hợp pháp |                              | Từ năm 2005 |
| Quyền thay đổi giới tính hợp pháp mà không phải kết thúc hôn nhân                                                                                | /                            | Từ năm 2014 (Anh và xứ Wales, và Scotland) Không được phép (Bắc Ireland) |
| Chống phân biệt đối xử |                              | |
| Luật chống phân biệt đối xử trong tất cả các lĩnh vực về xu hướng tính dục và bản dạng giới (bao gồm việc làm, hàng hóa và dịch vụ, nhà ở, v.v.) | /                            | Từ năm 2010 (Anh và xứ Wales, và Scotland) Chỉ bảo vệ giới hạn cho bản dạng giới ở Bắc Ireland |
| Luật chống lại ngôn từ kích động thù địch dựa trên xu hướng tính dục                                                                             |                              | Từ năm 2004 (Bắc Ireland) Từ năm 2008 (Anh và xứ Wales) Từ năm 2009 (Scotland) |
| Luật chống lại lời nói căm thù dựa trên bản dạng giới                                                                                            | /                            | Từ năm 2009 (Scotland) Không có luật tồn tại (Anh và xứ Wales, và Bắc Ireland) |
| Luật chống lại kích động thù hận về khuynh hướng tình dục thông qua một tình huống tăng nặng                                                     |                              | Từ năm 2004 (Bắc Ireland) Từ năm 2008 (Anh và xứ Wales) Từ năm 2009 (Scotland) |
| Luật chống kích động thù hận về bản dạng giới thông qua một tình huống tăng nặng                                                                 | /                            | Từ năm 2009 (Scotland) Không có luật tồn tại (Anh và xứ Wales, và Bắc Ireland) |
| Giáo dục giới tính LGBT và các mối quan hệ được dạy trong trường học                                                                             | /                            | Giáo dục Cá nhân, Xã hội và Sức khỏe (PSHE), bao gồm cả tình dục và các mối quan hệ, sẽ trở thành bắt buộc ở Anh vào tháng 9 năm 2020 Bắt buộc đối với tất cả các trường học ở Scotland từ năm 2018, và xứ Wales từ năm 2022 Các trường học ở Anh phải tuân thủ "Đạo luật bình đẳng khu vực công cộng năm 2010" của Đạo luật bình đẳng (2012), bao gồm sự bình đẳng của LGBT Ofsted đánh giá việc đưa người LGBT vào các chính sách và chương trình giảng dạy |
| NQHN được phép hiến máu | /                            | Yêu cầu hoãn 3 tháng ở Anh, Scotland và xứ Wales kể từ năm 2017. Yêu cầu hoãn lại 1 năm ở Bắc Ireland kể từ năm 2016. |
| Liệu pháp chuyển đổi bị cấm | /                            | Chờ đợi ở cấp lập pháp. Bị cấm bởi NHS và tất cả các cơ quan tư vấn và tâm lý liệu pháp lớn ở Anh |
| Quyền nhập cư |                              | |
| Quyền bình đẳng và quyền nhập cư cho các cá nhân LGBT và các cặp đồng giới                                                                       |                              | Từ năm 2006 |
| Công nhận xu hướng tính dục và bản dạng giới cho các yêu cầu tị nạn                                                                              | /                            | Nguyên tắc không được áp dụng nhất quán Một số trường hợp được công nhận từ năm 1999, bao gồm cả HJ and HT v Home Secretary Kế hoạch hướng dẫn về yêu cầu tị nạn được đưa ra bởi xu hướng tình dục nhưng không phải là bản dạng giới |